# Obrona potoczna
Obrona potoczna, obrona potoczysta to jest ruchoma – w dawnej Polsce stałe wojsko zaciężne i instytucje dowodzenia, utrzymywane od przełomu XV i XVI wieku przez króla, broniące południowo-wschodniej granicy państwa przed najazdami tatarskimi.

## Charakterystyka
W czasie pokoju formacja ta liczyła około 1500–3000 żołnierzy, stacjonujących na Podolu w zamkach Trembowli, Baru i Kamieńca Podolskiego. Została zastąpiona wojskiem kwarcianym po reformach w 1563 roku.
Problem obrony potocznej i pieniędzy na żołd dla żołnierzy zaciężnych był omawiany w 1470 roku na zjeździe generalnym w Piotrkowie i uchwalono nawet odpowiedni jednorazowy podatek. Został on jednak użyty na inne cele. W 1477 roku zgłoszony został na zjeździe piotrkowskim projekt utrzymywania na kresach południowo-wschodnich 7000 jazdy i 1000 piechoty, a na ten cel proponowano wprowadzić stały podatek. Na początku 1479 roku ogólne dowództwo nad obroną potoczną sprawował hetman wojsk zaciężnych Jan Polak Karnkowski. W tym czasie wydano listy przypowiednie na szesnaście rot pieszych i siedemnaście chorągwi jazdy. W sumie piechota liczyła około 1200 żołnierzy i 60 koni, jazda około 900 koni. 2 listopada 1492 roku wydano listy przypowiednie sześciu rotmistrzom na 1024 jazdy. W 1493 roku obrona potoczna liczyła 1500 jazdy. W 1497 roku jej oddziały wzięły udział w wyprawie mołdawskiej Jana Olbrachta.
W latach 1498–1500 obrona potoczna nie potrafiła sprostać potrzebom pola walki. Kresy stały się łatwym łupem dla Tatarów, Turków, Mołdawian i Wołochów. Wiosną 1499 zjazd senatorów uchwalił w Krakowie podatek na utrzymanie 2700 jazdy i 300 piechoty, a 3 maja król mianował dowódcą obrony potocznej wojewodę belskiego Piotra Myszkowskiego. Pieniędzy wystarczyło na 2000 wojska i dostateczne zabezpieczenie granic. Pod koniec roku pieniądze przestały jednak wpływać, a Myszkowski dopuścił się nadużyć. Na rok 1500 pozostało w służbie zaledwie sześciu rotmistrzów. Z końcem tego roku Olbracht pozbawił Myszkowskiego dowództwa.
W marcu i kwietniu 1501 roku Jan Olbracht wydał listy przypowiednie trzynastu rotmistrzom na 11 chorągwi jazdy i dwie roty piesze. W grudniu 1501 roku nowy  król, Aleksander Jagiellończyk, przyjął do służby kolejnych trzech rotmistrzów jazdy. W sumie wystawił on 80 listów przypowiednich na chorągwie jazdy i 11 na roty piesze. Pewna część tego wojska użyta była na Litwie, w wojnie z Moskwą, ale większość pełniła służbę na Rusi i Podolu.
Długi Aleksandra Jagiellończyka sprawiły, że po jego śmierci, w latach 1505-1508, stan liczebny obrony potocznej znacznie się obniżył: przeciętnie do 500 jazdy i 400 piechoty. Dopiero w 1509 roku  na wojnę z Mołdawią zaciągnięto 1700 jazdy i około 3500 piechoty (p. Bitwa pod Chocimiem). W następnym roku obrona potoczna liczyła 3000 jazdy i 300 piechoty.
Za panowania króla Zygmunta, w latach 1512–1525, obrona potoczna składała się przeciętnie z 2000 jazdy i kilkuset piechoty. Na początku 1525 roku przyjęta została uchwała o chorągwiach wojewódzkich. Odtąd za uchwalane podatki każde województwo miało na własny rachunek utrzymywać pewną liczbę żołnierzy zaciężnych.
Na sejmie piotrkowskim 1527/8 roku na obronę ziem ruskich uchwalono podatek w wysokości 16 groszy z łanu. Na tej podstawie król wydał uniwersały o zaciągu na koszt poszczególnych województw 3110 jazdy i 300 piechoty.
Jednak już w następnym roku obrona potoczna spadła do 600 jazdy i 200 piechoty. Takie wahania w stanie liczebnym obrony potocznej trwały aż do reformy kwarcianej Zygmunta Augusta.

## Dowódcy obrony potocznej
- Jan Polak Karnkowski
- Stanisław Chodecki z Chodcza
- Piotr Myszkowski – do 1505
- Jan Kamieniecki – do 1509[5]
- Jan Tworowski – do 1520
- Marcin Kamieniecki – do 1528[6]
- Jan Kola z Dalejowa – do 1539[6]
- Mikołaj Sieniawski – do 1561[6].